# ゲシュタルト (花譜の曲)
「ゲシュタルト」は、2024年5月22日に公開された、バーチャルシンガー花譜の楽曲である。2024年5月22日にYouTube上でミュージックビデオが公開され、同日配信リリースされた花譜 3rd EP『GSA』に収録された。
同年12月25日にリリースされた 4th アルバム『寓話』にも再録された。

## 概要
カンザキイオリのKAMITSUBAKI STUDIO卒業以前は、花譜のオリジナル楽曲のほとんどはカンザキイオリによる作詞・作曲であった。カンザキの卒業以降の、PIEDPIPERキュレーションによる様々なクリエイターとの制作体制によるオリジナル楽曲は「歌承曲」と名付けられた。2024年1月14日に開催された『花譜 4th ONE-MAN LIVE 「怪歌」』にて初めて披露された歌承曲の一つである。
また、Project:;COLD視聴者参加型のデスゲーム『ALTÆR CARNIVAL』主題歌である。EP『GSA』には、リード曲として収録された。「ゲシュタルト」は欧文表記 GESTALT であり、『GSA』における「G」を表している。
岡嶋かな多とJazzin' park（栗原暁・久保田真悟）により行われた。両者とも花譜への楽曲提供は同作品が初めてである。岡嶋は作詞と作曲、栗原は同じく作詞と作曲、久保田は作曲と編曲を担当している。岡嶋とは、『寓話』発売を記念して花譜との対談が行われた。岡嶋は花譜を『花譜 1st ONE-MAN LIVE「不可解」』の頃に知ったと言い、当時繊細さと爆発力のギャップがすごいボーカリストだと思ったことを語っている。『寓話』に収録されている楽曲「何者」および「スワン」も岡嶋による提供曲である。
「ゲシュタルト」はパーティー・チューンであり、「トウキョウ・シャンディ・ランデヴ」の系譜にある楽曲とされる。岡嶋によると、ライブで涙を流しながら踊り狂っているような風景をイメージしながら書いた曲という。曲中のフレーズ「ドッカン」は、岡嶋が Jazzin' park の2人とに「『ドッカン』みたいな強烈な言葉を入れたい」と相談した際、「いっそのことそのまま『ドッカン』にしましょう」と提案され、採用された。
ミュージックビデオでは、花譜による「ゲシュタルトダンス」が披露されている。花譜はこれまで、誰かに見られるためのダンスをするのは難しいと思っていたが、本作品ではじめてちゃんと振り付けしたダンスを踊ってみて、ただ恥ずかしかっただけだったことに気づいたと語っている。ミュージックビデオのディレクターはイアリンジャパンの川サキケンジ、3DCGは髙田瑛示、撮影監督は小林英彦、モーショングラフィックデザイナーは muen、タイトルと歌詞のデザインは ZUMA による。ダンスの振付と監督は elevenplay、アレンジは VALIS の RARAが行った。制作マネージャーはKentaro Iwaki (THINKR)、プロデューサーは Hideyuki Negishi (THINKR)。

## ライブでの演奏
『花譜 4th ONE-MAN LIVE 「怪歌」』の「ゲシュタルト」では、花譜は衣裳「特殊歌唱用形態 扇鳩」で歌い、演奏された。また、VALISオリジンが舞台上で踊り、曲の「ドッカン」に合わせて爆炎が上がる演出が行われた。『怪歌』では同じく歌承曲の「ホワイトブーケ」とともに「みんなで創る神椿代々木決戦MV」として動画撮影が許可された。X（旧Twitter）上にアップロードされた動画を基にミュージックビデオが制作され、2024年10月5日に YouTube上で公開された。
『怪歌』以降、花譜のライブでは繰り返し演奏されている。2024年8月8日にパシフィコ横浜で開催された音楽フェス「KAMITSUBAKI FES '24 THE DAY THE EARTH STOOD STILL」でもゲシュタルトでダンスを披露されている。 9月14日にTOKYO DOME CITY HALLで開催されたTWO-MAN LIVE『花譜・理芽「Singularity Live Vol.3」』では花譜ソロパートの最後に演奏された。10月12日に花譜活動6周年を記念して開催されたミニライブ『SINKA LIVE SERIES UNKNOWN SPACE 02 KAF VIRTUAL MINI LIVE「YARN -不可解空間-」』でも、12曲目に演奏された。同年11月3日の『花譜 4th ONE-MAN LIVE「怪歌(再)」』でも「アポカリプスより」とともに演奏され、VALISオリジンがサプライズとして登場してダンスを披露した。12月1日にシンガポールで行われた「Anime Festival Asia Singapore 2024」でも「Answer (English Ver.)」に続けて演奏された。

## 評価・反響
ネットメディア「KAI-YOU」ライターのオグマフミヤは、本楽曲を独創的な言葉遊びが印象的なアッパーチューンと表現している。VTuberのレオン・ゼロミヤは、音の遊び方が面白いと評している。
Spotifyのグローバルプレイリスト「Gacha Pop」でも紹介された。

## ゲシュタルト-崩壊Remix-
「ゲシュタルト-崩壊Remix-」は、2024年7月10日にリリースされた花譜のシングルである。おとめによる「ゲシュタルト」のリミックスバージョンである。
歌唱は花譜、作詞は Kanata Okajima・栗原暁（Jazzin’park）、作曲はKanata Okajima・久保田真悟（Jazzin’park）、編曲はおとめが担当した。同日公開されたミュージックビデオにはクリエイターはちのすが参加し、イラストの制作を行った。ディレクターは Hifumi,inc. の荒木悟、CG制作と編集は 4mb3r による。
ゲシュタルト崩壊がモチーフとなっている。ミュージックビデオは楽曲に登場するアイテムたちをモチーフにした落ちものレトロゲームを花譜が「ちょっと残念な」プレイをする内容の縦型動画である。

## ゲシュタルト [Acoustic]
「ゲシュタルト [Acoustic]」は、『GSA Acoustic ver.』に収録された「ゲシュタルト」のアコースティックバージョンである。『花譜 DATA COLLECTION BOOK』 (2024) の特典としてダウンロードカードが封入された。この特典のために再レコーディングされたものである。編曲とピアノは及川創介、ギターは伊藤翔磨、MIXは birdie house の齊藤裕也による。